# Iglesia del Hospital de la Concepción
La iglesia, parte conservada de lo que fue el Hospital de la Concepción (Vulgo Hospitalito) de Écija (provincia de Sevilla), se sitúa en la calle del Conde muy próxima a otras construcciones históricas como la iglesia de Santa María, la iglesia de los Descalzos, del convento de las Teresas y el Ayuntamiento y es un ejemplo de la arquitectura del siglo XVI de esta localidad, que vivió entonces uno de los momentos álgidos de su devenir artístico. 

## Descripción

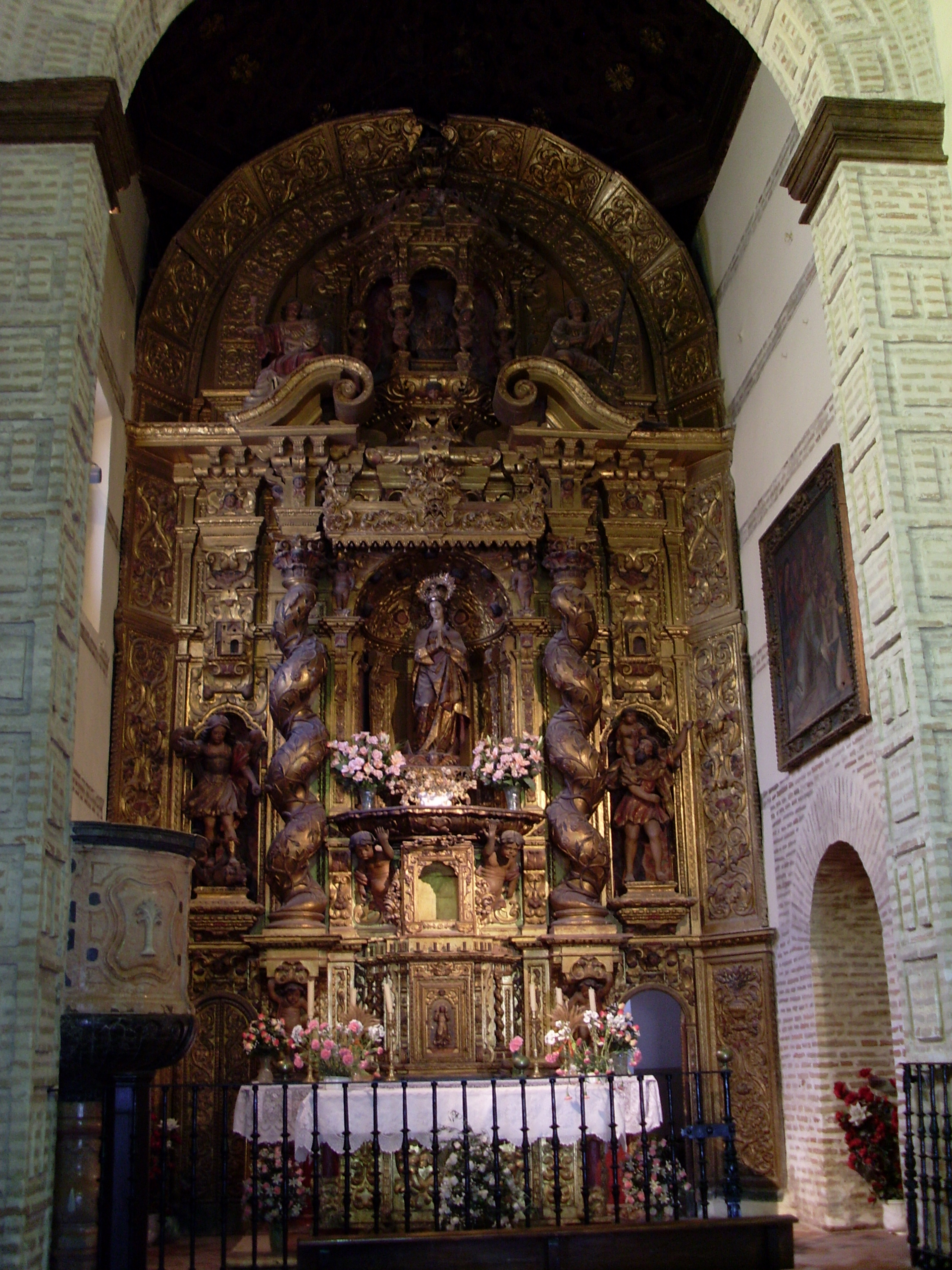
Altar mayor de la Iglesia del Hospital la Concepción.

La Iglesia posee una sola nave con presbiterio diferenciado de aquella mediante arco toral de ladrillo con almohadillados. El presbiterio es de forma cuadrada y está cubierto por un artesonado octogonal tachonado por doce rosetones dorados y un escudo policromado en la clave, con las armas de fundador. Los muros están construidos a base de tapial y ladrillo y en el lado de la Epístola existe una puerta ciega en forma de arco de medio punto que servía de comunicación con las dependencias anexas del Hospital (hoy reutilizadas como vivienda particular). En el lado del Evangelio, apoyado en el arco toral, aparece un púlpito dieciochesco de jaspes y mármoles decorado con símbolos concepcionistas ejecutados en mármol blanco y negro, todo de mediados del siglo XVIII. El elemento principal del presbiterio y uno de los más importantes de la iglesia es el retablo mayor, construido durante el último tercio del siglo XVII. En sus correspondientes hornacinas aparecen imágenes de San Miguel, San Cristóbal y la Inmaculada Concepción, atribuida a Gaspar Núñez Delgado en 1600. La sacristía es una habitación cuadrangular a la que se accede por una puerta en esviaje y posee una ventana a través de la cual puede observarse un patio que probablemente perteneció al antiguo Hospital de la Concepción. La única nave del templo se cubre con un artesonado de lazo, cuyos ángulos ochavados se apoyan sobre pechinas con profusa decoración de lacería mudéjar. La artesa posee dos tirantes transversales que refuerzan su estructura y dos grandes piñas de mocárabes dorados. A los pies de la nave, en el lugar de coro, existe una tribuna cubierta con celosías de madera instaladas en el siglo XVIII, se decora con yeserías de motivos manieristas como cartabones y tondos. Su fundación data de 1592 y perteneció al hospital de dicha advocación. En los estatutos aparece que la finalidad del hospital es la asistencia a catorce enfermos varones.

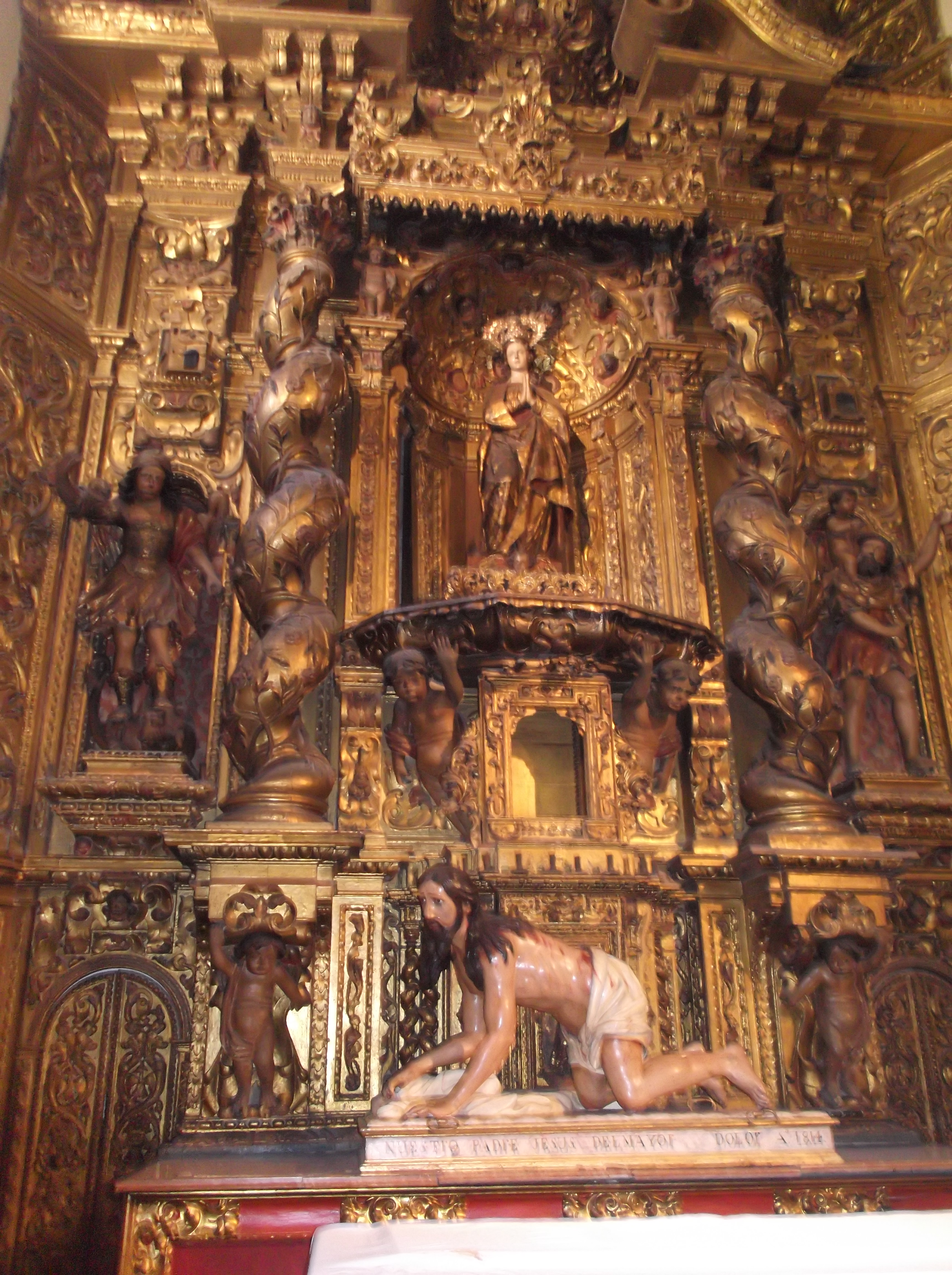
Jesús del Mayor Dolor atribuido a Roldán, vulgo Jesús caído.

La portada está construida en ladrillo visto de color rojizo que forma un almohadillado en la rosca del arco y en las enjutas y se compone por un vano de acceso de medio punto flanqueado por potentes pilastras sobre el cual se dispone un ático con hornacina que alberga una imagen de la Inmaculada entre escudos de la familia fundadora. En el entablamento, una larga inscripción recuerda la fundación del hospital por el caballero Juan Fernández Galindo de Rivera y la edificación por su sobrino y sucesor en 1598. Protege la portada un gran tejaroz de madera recubierto de tejas árabes sobre el que sobresale el hastial de la fachada.
En el lateral derecho se sitúa la espadaña, de un cuerpo de campanas de arco de medio punto entre pilastras de perfil ondulado.
La iglesia posee cuatro retablos laterales, los cuales están presididos por imágenes pictóricas de santos y uno de Nuestra Señora de la Soledad. Cada uno está precedido por una imagen de un santo, y en el caso de la Dolorosa, una miniatura de Jesús Cautivo. En uno de los lados del retablo principal, se encuentra una imagen de San Pancracio.

## Otros datos
Actualmente pertenece a la collación de la Parroquia de Santa María, y está abierto al público todos los días por la mañana. Nunca hay misa en esta Capilla, aunque cada año del 19 al 22 de diciembre se expone el Jubileo Circular. Durante algunos años del siglo XXI ha quedado cerrada del culto, por lo que la imagen de Jesús del Mayor Dolor (popularmente conocido como Jesús Caído) recibió culto en la Parroquia de Santa María. Antiguamente, se sacaba una imagen en miniatura de Jesús Cautivo de esta Capilla.

## Fuente
- Este artículo incluye contenido derivado de una disposición relativa al proceso de protección, incoación o declaración de un bien cultural o natural publicada en el BOE n.º 133 el 4 de junio de 2002 (texto), el cual está libre de restricciones conocidas en virtud del derecho de autor de conformidad con lo dispuesto en el artículo 13 de la Ley de Propiedad Intelectual española.